# Flèche du port d'Anvers
La Flèche du port d'Anvers (en néerlandais : Antwerpse Havenpijl) est une course cycliste belge disputée à Anvers. Créée en 1990, elle fait partie de l'UCI Europe Tour depuis 2005, en catégorie 1.2. Elle est par conséquent ouverte aux équipes continentales professionnelles belges, aux équipes continentales, à des équipes nationales et à des équipes régionales ou de clubs. Les UCI ProTeams (première division) ne peuvent pas participer.
De 1990 à 1998, la course est réservée aux amateurs. Elle porte le nom de Flèche des ports flamands (Vlaamse Havenpijl) de 2002 à 2008. Elle est organisée par l'association Het Klein Verzet et le Royal Antwerp Bicycle Club. Le départ et l'arrivée de la course sont situés à Merksem.

## Palmarès

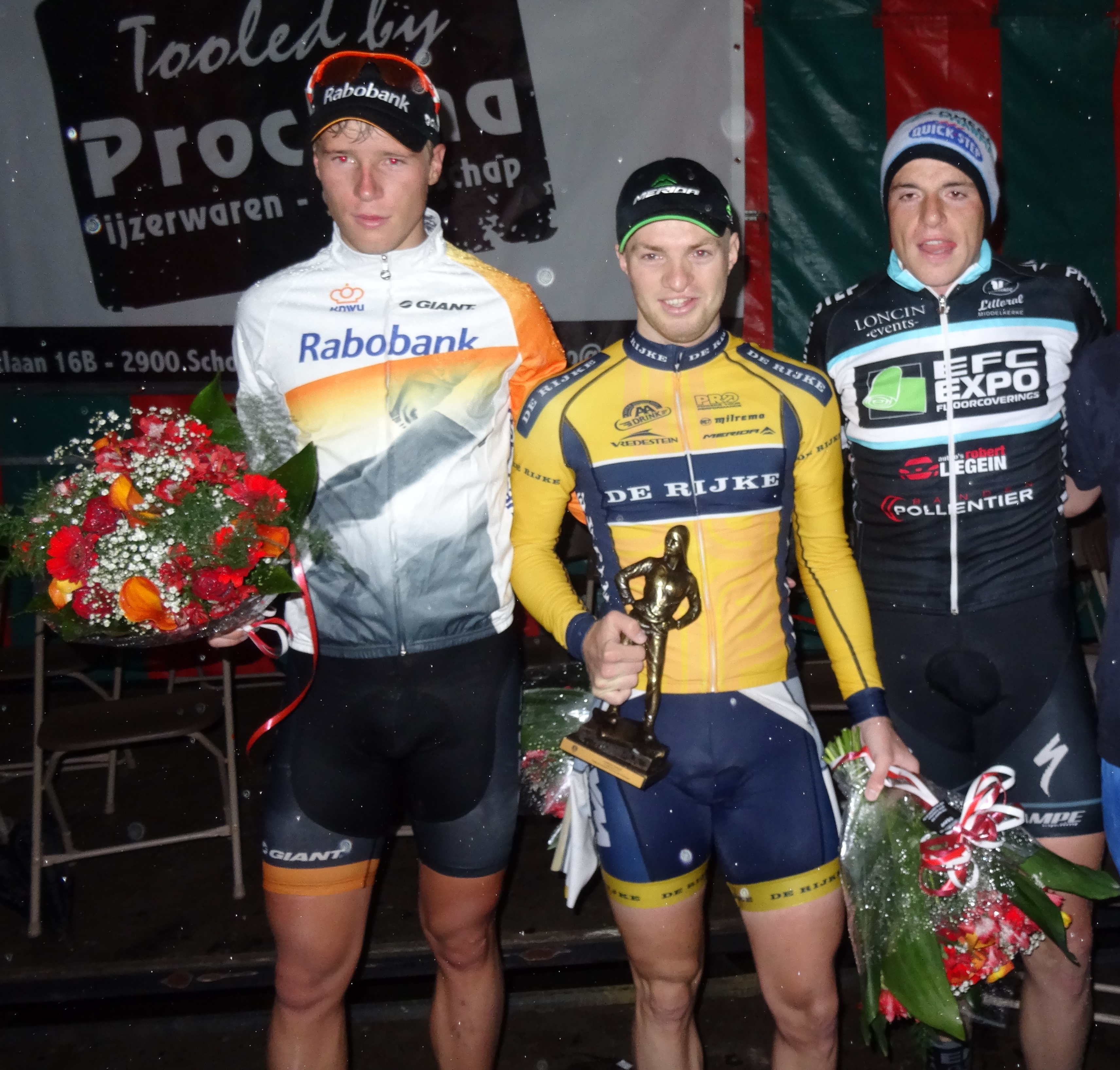
Podium de l'édition 2014 : Ivar Slik (2e), Yoeri Havik (1er) et Jens Geerinck (3e).

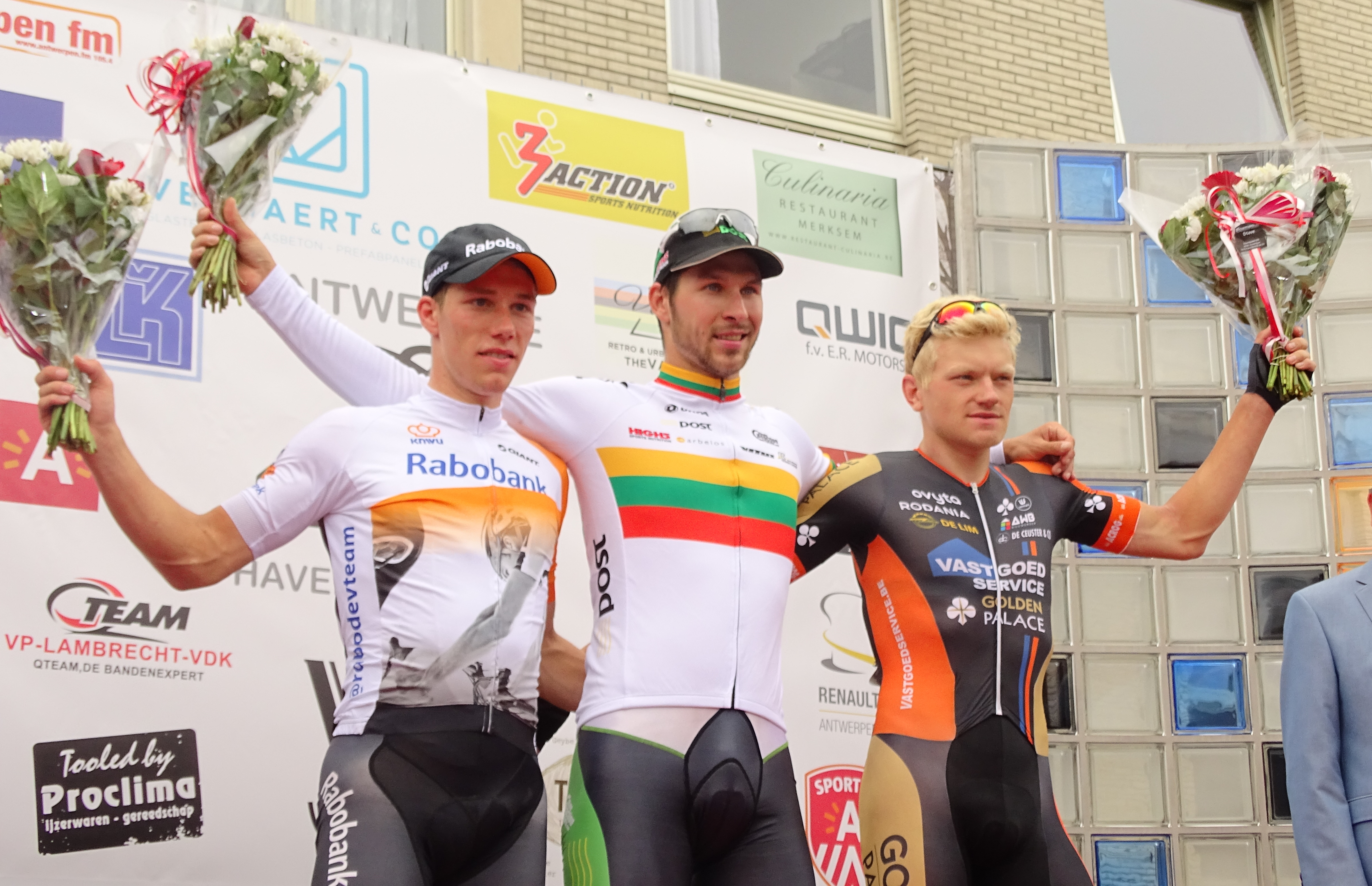
Podium de l'édition 2015 : Stan Godrie (2e), Aidis Kruopis (1er) et Gerry Druyts (3e).

| Année                     | Vainqueur,           | Deuxième             | Troisième              |
| ------------------------- | -------------------- | -------------------- | ---------------------- |
| Flèche du port d'Anvers   |                      |                      |                        |
| 1990                      | Glenn Huybrechts     | Danny Van Looy       | Patrick Van Roosbroeck |
| 1991                      | Michel Vanhaecke     | Stéphane Hennebert   | Miika Hietanen         |
| 1992                      | Stefan Sels          | Edwin Rutten         | Ludo Dierckxsens       |
| 1993                      | Rik Claeys (nl)      | Thierry Moeskops     | Stefan Grimon          |
| 1994                      | Gilbert Kaes         | Johnny Macharis      | Guy Van Hese           |
| 1995                      | Jan Van Immerseel    | Willem-Jan Lambregts | Wim Sels               |
| 1996                      | Johnny Dauwe         | Sven Nys             | Luc De Moor            |
| 1997                      | Jan Van Immerseel    | Dave Bruylandts      | Carl Roes              |
| 1998                      | Darius Strole        | Raimondas Vilčinskas | Danny Van der Massen   |
| 1999                      | Raimondas Vilčinskas | Andrejus Zubrovas    | Aivaras Baranauskas    |
| 2000                      | Non disputée         | Non disputée         | Non disputée           |
| 2001                      | Michel Vanhaecke     | Bert Roesems         | Martin Derganc         |
| Flèche des ports flamands |                      |                      |                        |
| 2002                      | Mark Roland          | Gino De Weirdt       | Peter Schoonjans       |
| 2003                      | Hans De Meester      | Darius Strole        | Cedric Van Lommel      |
| 2004                      | Peter Ronsse         | Vadim Vdovinov       | Robby Meul             |
| 2005                      | Non disputée         | Non disputée         | Non disputée           |
| 2006                      | Vytautas Kaupas      | Fredrik Johansson    | Ivaïlo Gabrovski       |
| 2007                      | Denis Flahaut        | Aidis Kruopis        | Stefan Heiny (de)      |
| 2008                      | Jonas Aaen Jørgensen | Michael Van Staeyen  | Wouter Van Mechelen    |
| Flèche du port d'Anvers   |                      |                      |                        |
| 2009                      | Jens-Erik Madsen     | Stefan van Dijk      | Denis Flahaut          |
| 2010                      | Rob Goris            | David Boucher        | Frédéric Amorison      |
| 2011                      | Pirmin Lang          | Remco te Brake       | Mats Boev              |
| 2012                      | Joeri Stallaert      | Eugenio Alafaci      | Kevin Claeys           |
| 2013                      | Preben Van Hecke     | Stef Van Zummeren    | Stijn Steels           |
| 2014                      | Yoeri Havik          | Ivar Slik            | Jens Geerinck          |
| 2015                      | Aidis Kruopis        | Stan Godrie          | Gerry Druyts           |
| 2016                      | Timothy Dupont       | Enzo Wouters         | Kenny Dehaes           |
| 2017                      | Arvid de Kleijn      | Harry Tanfield       | Arjen Livyns           |
| 2018                      | Tibo Nevens          | Edward Planckaert    | Bas van der Kooij      |
| 2019                      | Tibo Nevens          | Bas van der Kooij    | Arne Marit             |